# Dan Levine
Dan Levine é um produtor estadunidense. Foi indicado ao Oscar 2017 pela realização do filme Arrival, ao lado de Shawn Levy, Aaron Ryder e David Linde.

## Prêmios e indicações
- Pendente: Oscar de melhor filme, por Arrival;
- Indicado: BAFTA de melhor filme, por Arrival;[4]
- Indicado: Producers Guild of America Award, por Arrival.[5]